# Edward Amoore
Edward John Amoore (ur. 20 marca 1877 w Wimbledonie, zm. 11 lipca 1955 w Twickenham) – brytyjski strzelec, mistrz olimpijski.
Olimpijczyk z Londynu (1908), gdzie wystąpił w czterech konkurencjach. Został mistrzem olimpijskim w drużynowym strzelaniu z karabinu małokalibrowego z 50 i 100 jardów (skład drużyny: Edward Amoore, Harry Humby, Maurice Matthews, William Pimm), oraz brązowym medalistą w strzelaniu do znikającej tarczy z 25 metrów. Ponadto uplasował się na 5. pozycji w strzelaniu leżąc z 50 i 100 jardów, a także na 19. miejscu w strzelaniu do ruchomej tarczy.
Nigdy nie stanął na podium mistrzostw świata.

## Wyniki olimpijskie
| Igrzyska | Konkurencja                                        | Wynik                            | Miejsce | Źródło |
| -------- | -------------------------------------------------- | -------------------------------- | ------- | ------ |
| IO 1908  | Karabin małokalibrowy leżąc, 50 i 100 jardów       | 383 pkt. (194-189)               | 5       | [ 2 ]  |
| IO 1908  | Karabin małokalibrowy, 50 i 100 jardów, druż.      | 189 pkt. (ind.) 771 pkt. (druż.) |         | [ 3 ]  |
| IO 1908  | Karabin małokalibrowy, ruchoma tarcza, 25 jardów   | 3 pkt.                           | 19      | [ 4 ]  |
| IO 1908  | Karabin małokalibrowy, znikająca tarcza, 25 jardów | 45 pkt.                          |         | [ 5 ]  |